# Isabel (Kansas)
Isabel es una ciudad ubicada en el condado de Barber en el estado estadounidense de Kansas. En el año 2010 tenía una población de 90 habitantes y una densidad poblacional de 128,57 personas por km².

## Geografía
Isabel se encuentra ubicada en las coordenadas 37°28′7″N 98°33′5″O / 37.46861, -98.55139 (37.468706, -98.551325).

## Demografía
Según la Oficina del Censo en 2000 los ingresos medios por hogar en la localidad eran de $23,125 y los ingresos medios por familia eran $27,917. Los hombres tenían unos ingresos medios de $24,375 frente a los $19,375 para las mujeres. La renta per cápita para la localidad era de $12,795. Alrededor del 17.0% de la población estaban por debajo del umbral de pobreza.